# باغ تپه سی
باغ تپه سی مربوط به کالکولتیک (مس‌سنگی) - دوره اشکانی است و در شهرستان تکاب، بخش تخت سلیمان، دهستان چمن، روستای بابا نظر واقع شده و این اثر در تاریخ ۳۰ دی ۱۳۸۵ با شمارهٔ ثبت ۱۶۷۷۹ به‌عنوان یکی از آثار ملی ایران به ثبت رسیده است.